# سارة (مدينة)
سارة هي ثالث أكبر مدينة في تشاد. تبعد عن العاصمة انجمينا حوالي 560 كلم.

## المناخ
يظهر الجدول التالي التغييرات المناخية على مدار السنة لسارة:
| البيانات المناخية لـسارة                                                 | البيانات المناخية لـسارة | البيانات المناخية لـسارة | البيانات المناخية لـسارة | البيانات المناخية لـسارة | البيانات المناخية لـسارة | البيانات المناخية لـسارة | البيانات المناخية لـسارة | البيانات المناخية لـسارة | البيانات المناخية لـسارة | البيانات المناخية لـسارة | البيانات المناخية لـسارة | البيانات المناخية لـسارة | البيانات المناخية لـسارة |
| الشهر                                                                    | يناير                    | فبراير                   | مارس                     | أبريل                    | مايو                     | يونيو                    | يوليو                    | أغسطس                    | سبتمبر                   | أكتوبر                   | نوفمبر                   | ديسمبر                   | المعدل السنوي            |
| ------------------------------------------------------------------------ | ------------------------ | ------------------------ | ------------------------ | ------------------------ | ------------------------ | ------------------------ | ------------------------ | ------------------------ | ------------------------ | ------------------------ | ------------------------ | ------------------------ | ------------------------ |
| متوسط درجة الحرارة الكبرى °م (°ف)                                        | 35.8 (96.4)              | 38.0 (100.4)             | 39.1 (102.4)             | 38.5 (101.3)             | 36.2 (97.2)              | 33.2 (91.8)              | 30.9 (87.6)              | 30.6 (87.1)              | 31.7 (89.1)              | 33.6 (92.5)              | 35.5 (95.9)              | 35.4 (95.7)              | 34.9 (94.8)              |
| متوسط درجة الحرارة الصغرى °م (°ف)                                        | 16.5 (61.7)              | 18.8 (65.8)              | 22.6 (72.7)              | 24.7 (76.5)              | 24.1 (75.4)              | 22.6 (72.7)              | 21.6 (70.9)              | 21.5 (70.7)              | 21.5 (70.7)              | 21.7 (71.1)              | 18.8 (65.8)              | 16.4 (61.5)              | 20.9 (69.6)              |
| الهطول مم (إنش)                                                          | 0.1 (0.00)               | 1.6 (0.06)               | 9.5 (0.37)               | 37.4 (1.47)              | 82.1 (3.23)              | 135.9 (5.35)             | 234.4 (9.23)             | 243.7 (9.59)             | 165.5 (6.52)             | 55.8 (2.20)              | 3.3 (0.13)               | 0.0 (0.0)                | 969.3 (38.16)            |
| متوسط أيام هطول الأمطار (≥ 0.1 mm)                                       | 0                        | 1                        | 2                        | 5                        | 9                        | 12                       | 15                       | 18                       | 16                       | 7                        | 1                        | 0                        | 86                       |
| متوسط الرطوبة النسبية (%)                                                | 33                       | 29                       | 37                       | 50                       | 61                       | 72                       | 79                       | 82                       | 80                       | 73                       | 57                       | 42                       | 58                       |
| ساعات سطوع الشمس الشهرية                                                 | 266.6                    | 243.6                    | 244.9                    | 237.0                    | 241.8                    | 207.0                    | 173.6                    | 176.7                    | 186.0                    | 232.5                    | 261.0                    | 266.6                    | 2٬737٫3                  |
| ساعات سطوع الشمس اليومية                                                 | 8.6                      | 8.7                      | 7.9                      | 7.9                      | 7.8                      | 6.9                      | 5.6                      | 5.7                      | 6.2                      | 7.5                      | 8.7                      | 8.6                      | 7.5                      |
| المصدر #1: المنظمة العالمية للأرصاد الجوية (temperatures and rainy days) |                          |                          |                          |                          |                          |                          |                          |                          |                          |                          |                          |                          |                          |
| المصدر #2: NOAA (sun, humidity and precipitation)                        |                          |                          |                          |                          |                          |                          |                          |                          |                          |                          |                          |                          |                          |

## النقل والمواصلات
- مطار سارة

## أعلام
- فليكس معلوم